# Erik Hansen (General)

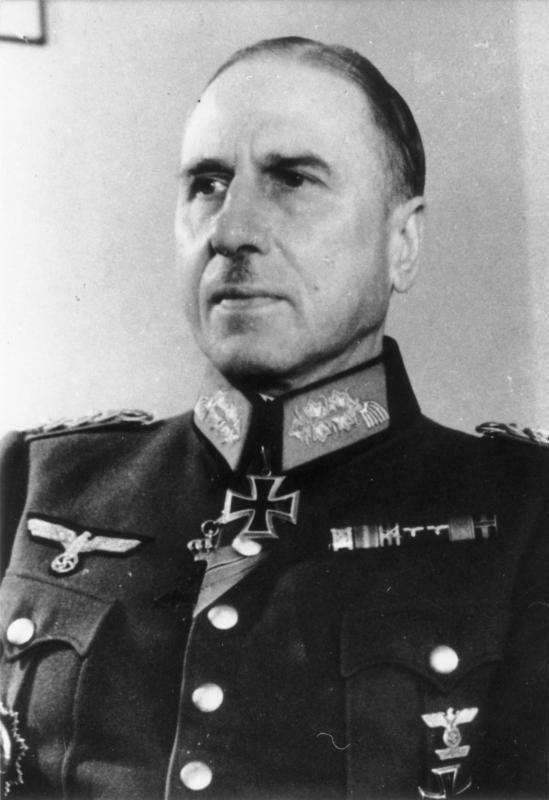
Erik Hansen (1941)

Erik Oskar Hansen (* 27. März 1889 in Hamburg; † 20. März 1967 ebenda) war ein deutscher General der Kavallerie im Zweiten Weltkrieg und Befehlshaber der deutschen Heeresmission in Rumänien.

## Leben
Der Vater von Erik Hansen war der Hamburger Kaufmann Peter Christian Hansen, seine Mutter war Helene Hansen, geborene Conradi. Sein Vater starb 1891 im Alter von 43 Jahren. 1903 starb auch seine Mutter Helene Hansen. Erik Hansen wuchs nun als Pflegekind im Haushalt von John Nicolassen auf, der Pastor an St. Johannis-Harvestehude war.
Hansen trat nach abgelegtem Abitur im Frühjahr 1907 als Fahnenjunker in das Dragoner-Regiment Nr. 9 in Metz ein, dem er bis 1916 angehörte. Während des Ersten Weltkrieges war er bis dahin als Regimentsadjutant eingesetzt und stieg bis zum Rittmeister auf. Ab Februar 1917 war er bis Ende des Krieges in verschiedenen Generalstabs-Positionen eingesetzt.
Anschließend wurde er in die Reichswehr übernommen und stieg bis 1932 zum Oberstleutnant auf. Unter anderem war er im Stab der 1. Kavallerie-Division und als Lehrer an der Kavallerieschule in Hannover eingesetzt. 1931 wurde er zum Ersten Generalstabsoffizier (Ia) der 1. Division ernannt. Nach der Machtübernahme der NSDAP wurde er 1934 zum Oberst, 1937 zum Generalmajor und 1939 zum Generalleutnant befördert. Ende 1938 wurde Hansen Kommandeur der 4. Infanterie-Division, die er im Polen- und Westfeldzug führte.
Im Oktober 1940 wurde Hansen Chef der deutschen Militärmission in Rumänien. Kurz darauf wurde er zum General der Kavallerie befördert. Aus seinem Stab wurde später der Stab des LIV. Armeekorps gebildet, das er im Krieg gegen die Sowjetunion bis zum Januar 1943 befehligte. Das Korps war in dieser Zeit bei der Heeresgruppe Süd (unter anderem auf der Krim), als auch bei der Heeresgruppe Nord vor Leningrad eingesetzt.
Am 20. Januar 1943 wurde er wieder Chef der deutschen Militärmission in Rumänien. Unmittelbar nach dem Frontwechsel Rumäniens geriet er am 26. August 1944 in sowjetische Kriegsgefangenschaft, aus der er erst am 10. Oktober 1955 entlassen wurde.

## Auszeichnungen
- Eisernes Kreuz (1914) II. und I. Klasse[6]
- Hanseatenkreuz Hamburg[6]
- Spange zum Eisernen Kreuz II. und I. Klasse
- Ritterkreuz des Eisernen Kreuzes am 4. September 1941[7]
- Deutsches Kreuz in Gold am 19. September 1942[7]
- Militärorden Michael der Tapfere III. und II. Klasse